# Троицкая церковь (Дуплятский)
Троицкая церковь (Свято-Троицкий храм, церковь Святой Троицы, церковь Троицы Живоначальной) — православный храм в хуторе Дуплятском Области Войска Донского, ныне Волгоградской области.

## История
Церковь на хуторе была построена в 1876 году на средства прихожан — деревянная, с такой же колокольней, покрытые листовым железом. Ограды вокруг церкви не имелось. Освящен храм был 18 октября 1876 года. Престол в храме был один — во имя Святой Троицы. Первым церковным священником был Ефремов Николай Евграфович.
Причт по состоянию на 1877 год состоял из священника-настоятеля и псаломщика. Дома у церковнослужителей общественные, деревянные. Церковь пользовалась землёй из одного казачьего пая, состоящим из 15 десятин. Ей принадлежала караулка для сторожей. При Троицкой церкви действовала церковно-приходская школа, где отдельно обучались мальчики и девочки.
Храм находился от Донской консистории — в 515 верстах и от благочинного — в 55 верстах. Хутора его прихода: Дуплятский, Чугавский и Двойновский.
В советское время церковь была разобрана. Церковное имущество отдали государству, из разобранной церкви построили школу. В этом здании занятия продолжались десятки лет. После распада СССР, в 2011 году, был зарегистрирован приход храма Святой Троицы хутора Дуплятский Урюпинской Епархии Русской Православной Церкви (Московский Патриархат).
В Государственном архиве Волгоградской области имеются документы, относящиеся к этой церкви.